# Taxi, ruletka i corrida
Taxi, ruletka i corrida lub inny polski tytuł: Hiszpańskie wakacje (fr. Taxi, Roulotte et Corrida) – francuska komedia z 1958 roku w reżyserii André Hunebelle.

## Fabuła
Paryski taksówkarz Maurice Berger wraz z żoną Germaine, synem Jacques, szwagrem Léonem, jego żoną Mathilde i córką Nicole wyjeżdżają na zasłużone wakacje do słonecznej Hiszpanii. W podróż wybierają się taksówką Maurice`a z przymocowaną do niej przyczepą campingową. Po dotarciu na miejsce odprawy celnej poznają piękną Myriam. Kobieta wrzuca do kieszeni nieświadomego Maurice`a skradziony diament. Od tej chwili wakacje rodziny się komplikują.

## Obsada
- Louis de Funès – jako Maurice Berger, kierowca taksówki
- Paulette Dubost – żona Maurice`a Bergera
- Guy Bertil – syn Maurice`a Bergera
- Raymond Bussières – Léon
- Annette Poivre – Mathilde, żona Leona
- Sophie Sel – Nicole córka Leona i Mathilde
- Véra Valmont – Myriam
- Jacques Dynam – gangster Pedro
- Albert Pilette – gangster Gonzalès